# Мясников, Александр Павлович
Алекса́ндр Па́влович Мяснико́в (1913, Прилуки, Ярославская губерния — 21 сентября 1941, Дубровка, Ленинградская область) — краснофлотец, комсорг 2-го отдельного батальона 4-й бригады морской пехоты Балтийского флота Ленинградского фронта, член ВЛКСМ. Известен благодаря самоотверженному подвигу, когда он закрыл своей грудью амбразуру немецкого дзота.

## Биография
Александр Павлович Мясников родился 1913 года в селе Прилуки (ныне в Головинском сельском поселении, Угличский район Ярославской области) в бедной крестьянской семье. После окончания школы работал в родном селе в комитете по ликвидации безграмотности. Затем работал заведующим школами в деревне Ботвино, селе Елохово Болъшесельского района. До войны закончил Угличское педагогическое училище. Осенью 1939 года был призван в Красную Армию и направлен для прохождения службы в город Кронштадт в 142-ю отдельную стрелковую роту (Краснознаменного Балтийского флота).

### В начале войны
Когда началась Великая Отечественная война, Александр Мясников проходил службу в Ленинграде, был комсоргом роты морской пехоты Краснознаменного Балтийского флота. Мясников обратился с рапортом о направлении его на фронт. Рапорт был удовлетворен, Александр был направлен в состав 4-й бригады морской пехоты Балтийского флота на Ленинградский фронт.

### Подвиг
В ночь с 21 на 22 сентября 1941 года небольшая группа моряков батальона капитана Никанорова, в числе которых был и Александр Мясников, получила задание первой форсировать Неву. Нужно было захватить плацдарм на левом (восточном) берегу Невы напротив Невской Дубровки. Позже этот клочок земли стал называться «Невским пятачком».
В первом же бою были убиты комбат Никаноров, комиссар батальона, полковой комиссар Зеленцов, тяжело ранен начальник штаба батальона старший лейтенант Фирсов. В этих условиях командование взял на себя комсорг роты Александр Мясников.
В продолжение боя атакующие цепи прижал огонь пулемета. Моряки залегли. Раздвигая засохшую траву, Мясников пополз в направлении вражеского пулеметного гнезда. Матросы с тревогой следили за действиями своего командира, стараясь прикрыть его огнём. Но фашистский пулемет не умолкал. Приблизившись к бугорку, Мясников приподнялся и с силой метнул одну за другой две гранаты. Одновременно с разрывом гранат послышалась короткая очередь. Схватившись рукой за грудь, Мясников упал.
Отряд ринулся вперед, но тот же пулемет вновь лихорадочно застрочил. В этот момент у всех на глазах изрешеченный пулями Александр метнул гранату, бросился к дзоту и своим телом закрыл амбразуру. Пулемет замолчал. Ценою своей жизни он содействовал выполнению боевой задачи подразделения. Через несколько минут моряки заняли опорный пункт противника. На вражеском пулемете безжизненно лежал Александр. Рядом лежали шесть убитых им фашистов.
Сведений о награждении не имеется.

## Люди, совершившие аналогичные подвиги
Свой подвиг Александр совершил в боях под Ленинградом, 22 сентября 1941 года. Александр Мясников был вторым в славном списке героев Великой Отечественной, совершивших такой подвиг самопожертвования после Александра Панкратова.

## Память
- информация о выпускнике хранится в фондах музея истории Угличского педагогического училища[1]
- одна из улиц Большого Села Ярославской области названа в память о герое[1]
- Елоховская начальная школа (в которой он работал до призыва в РККА) названа именем А. Мясникова[1]
- Портрет Александра Павловича Мясникова висит в музее Боевой славы поселка Невская Дубровка. Здесь же хранится письмо командира части старшего лейтенанта Фирсова Д. Ф. к родителям героя-балтийца, в котором говорится:

Дорогие родители красноармейца Мясникова Александра Павловича. Посылаю вам фотокарточку вашего сына Мясникова Александра Павловича, отличника боевой и политической подготовки. Мы гордимся вашим сыном и вами, воспитавшими такого замечательного человека. Ваш сын — это гордость Красной Армии, командование части в честь годовщины Великой Октябрьской социалистической революции заносит имя вашего сына на Доску почета.